# اوکی، فوکوئوکا
اوکی، فوکوئوکا (به لاتین: Ōki, Fukuoka) یک منطقهٔ مسکونی در ژاپن است که در استان فوکوئوکا واقع شده‌است. اوکی ۱۳٬۹۲۳ نفر جمعیت دارد.